# Балякин, Вадим Александрович
Вадим Александрович Балякин (род. 16 января 1990, Самара, СССР) — российский профессиональный баскетболист, играющий на позиции лёгкого форварда. Мастер спорта России.

## Баскетбольная карьера
Вадим Балякин является воспитанником самарского баскетбола. Первый тренер — Василий Викторович Коннов. Играл за «СДЮСШОР-Красные крылья» (Тольятти), в 29 матчах за клуб в турнире молодежных составов клубов ПБЛ в среднем набирал по 12,7 очков.
В августе 2012 года Балякин перешёл в саратовский «Автодор». Но после 5 игр за клуб «Автодор» расстался с Балякиным. Свою карьеру Вадим Балякин продолжил в клубе «Союз», где играл значительно большую роль чем в «Автодоре».
Сезон 2013/2014 Балякин провёл в родном городе, играя за «Красные крылья». В составе клуба он выиграл Кубок Богачёва.
5 августа 2015 года Балякин подписал контракт с «Пармой». В составе клуба он выиграл Кубок России по баскетболу 2015/2016, а также завоевал бронзовые медали Суперлиги сезона 2015/2016. В конце сезона, 24 мая 2016 года, у Балякина закончился срок действия контракта и теперь он находится в статусе свободного агента.

## Стритбольная карьера
В 2015 году Вадим Балякин победил на неофициальном чемпионате России по стритболу Red Bull King of the Rock. Эта победа позволила ему принять участие в чемпионате мира по стритболу, где он дошёл до 1/8 финала, проиграв поляку Филипу Путу.

## Сборная России
В апреле 2018 года Балякин был включён в расширенный список кандидатов в сборную России по баскетболу 3х3 для подготовки к Кубку мира.

## Награды
Согласно приказу Министерства спорта РФ №155-нг от 17 октября 2016 года, за победу в Кубке России, Балякину присвоено спортивное звание «Мастер спорта России».

## Достижения
- Чемпион Беларуси: 2024/2025
- Бронзовый призёр Суперлиги-1 дивизион: 2015/2016
- Серебряный призёр Суперлиги-2 дивизион: 2016/2017
- Обладатель Кубка России: 2015/2016
- Бронзовый призёр чемпионата Беларуси: 2022/2023, 2023/2024
- Обладатель Кубка Беларуси: 2023, 2024

## Статистика
| Сезон                                                                                   | Команда        | Лига            | GP | GS | MPG  | FG%  | 3P%  | FT%   | RPG | APG | SPG | BPG | PPG |  |
| 2012/13                                                                                 | Автодор        | Суперлига       | 5  | 0  | 10,0 | 40,0 | 33,3 | 100,0 | 0,4 | 0,0 | 0,2 | 0,0 | 3,6 |  |
| 2013/14                                                                                 | ЦСК ВВС-Самара | Суперлига       | 25 | 10 | 16,3 | 34,7 | 22,2 | 78,9  | 2,6 | 0,7 | 0,9 | 0,1 | 5,2 |  |
| 2014/15                                                                                 | Красные крылья | Единая лига ВТБ | 17 | 3  | 12,9 | 31,6 | 30,3 | 0,0   | 1,0 | 0,6 | 0,5 | 0,1 | 2,7 |  |
| 2015/16                                                                                 | Парма          | Суперлига       | 24 | 2  | 10,5 | 34,9 | 25,5 | 63,6  | 0,5 | 0,2 | 0,7 | 0,1 | 3,4 |  |
|                                                                                         |                | Всего           | 71 | 15 | 13,1 | 34,4 | 25,6 | 75,0  | 1,4 | 0,5 | 0,7 | 0,1 | 3,9 |  |
| Наведите курсор мыши на аббревиатуры в заголовке таблицы, чтобы прочесть их расшифровку |                |                 |    |    |      |      |      |       |     |     |     |     |     |  |